# Schadowstraße 18

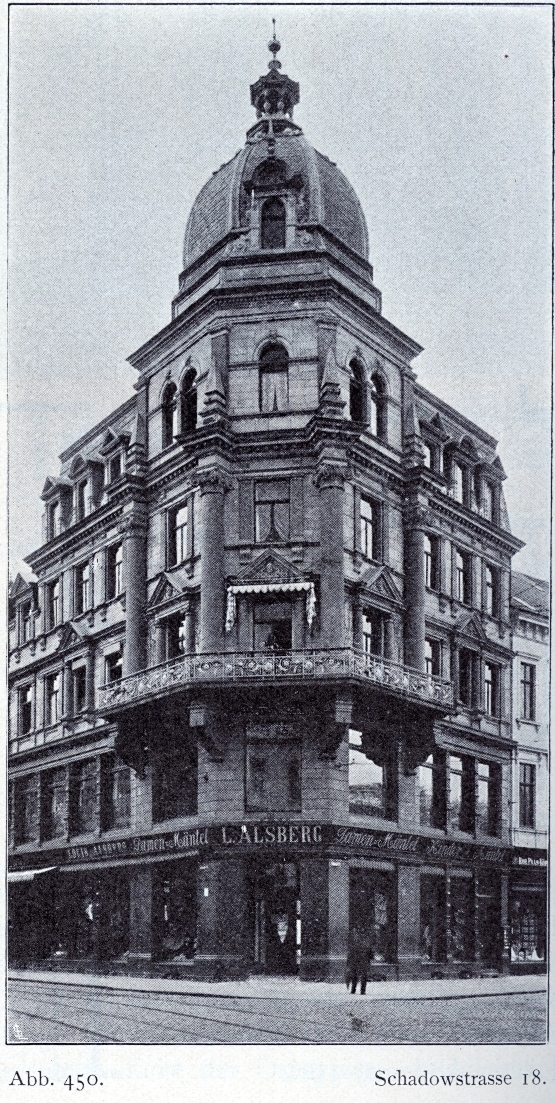
Geschäftshaus Schadowstraße 18 (1904)

Das Geschäftshaus Schadowstraße 18 an der Ecke des Schadowplatzes in Düsseldorf wurde im Jahr 1888 von den Düsseldorfer Architekten Boldt & Frings für die Firma Louis Alsberg erbaut. Das Gebäude auf dem Eckgrundstück zeigte an der Ecke einen fünfgeschossigen, turmartigen Aufbau mit Kuppel. Die Ecken des polygonal gestalteten Turmaufbaus zeigten vorgestellte ionische Säulen in Kolossalordnung. Die Säulen ruhten auf mächtigen Konsolen. Die Fenster der Beletage im zweiten Obergeschoss zeigten Dreiecksgiebel als Fensterverdachung. Die Geländezier des Balkons war mit schmiedeeiserner Arbeit geschmückt.